# Naturschutzgebiet Hochsteiner Moor
Das Naturschutzgebiet Hochsteiner Moor mit einer Größe von 2,6 ha liegt in der Gemeinde Herscheid südlich der Hoflage Hochstein. Das Naturschutzgebiet (NSG) wurde 1998 vom Märkischen Kreis mit dem Landschaftsplan Nr. 5 Herscheid ausgewiesen.

## Gebietsbeschreibung
Bei NSG handelt es sich um ein Hangmoor.

## Schutzzweck
Laut Naturschutzgebiets-Ausweisung wurde das Gebiet zum Naturschutzgebiet ausgewiesen zur Erhaltung, Entwicklung und Wiederherstellung eines Hangmoors mit einer speziell angepassten Flora und Fauna. Wie bei allen Naturschutzgebieten in Deutschland wurde in der Schutzausweisung darauf hingewiesen, dass das Gebiet „wegen der Seltenheit, besonderen Eigenart und Schönheit des Gebietes“ zum Naturschutzgebiet wurde.